# Jorge López (Komponist)
Jorge E. López (auch George Lopez; * 30. November 1955 in Havanna) ist ein österreichischer Komponist kubanischer Herkunft.

## Leben
1960 kam Lopez mit seiner Familie in die Vereinigten Staaten, wo er in New York und Chicago lebte. Er wurde von Karlheinz Stockhausen und Iannis Xenakis beeinflusst. Die Inspirationen für seine oft archaisch anmutenden Werke schöpft er auch aus der intensiv erlebten Natur, besonders Lapplands, Islands und des nordamerikanischen Westens. Seine Arbeiten widersetzen sich gängigen Strömungen der „Neuen Musik“ und beweisen eine Affinität zu der Musik der Jahrhundertwende 1900 sowie eine Nähe zur Ästhetik des Surrealismus. Zwischen 1991 und 2008 wohnte er im Mölltal in Oberkärnten, von 2008 bis Mai 2021 in Wien. Seit Mai 2021 lebt er wieder im Mölltal. Lopez nennt sich jetzt wieder in der ursprünglichen spanischen Form seines Vornamens mit abgekürztem zweitem Vornamen Jorge E. López.

## Auszeichnungen
- 1990 Förderpreis Ernst von Siemens Musikpreis
- 1994 Erste-Bank-Kompositionspreis
- 1988: Stipendium der Heinrich-Strobel-Stiftung des Südwestfunks
- 1995 und 2006: Österreichisches Staatsstipendium
- 2001: Publicity-Preis der Austro mechana

## Werke
- Landscape with Martyrdom, für großes Orchester; 1981–1984
- Blue Cliffs für Ensemble, 1985–1989
- Breath-Hammer-Lightning, für großes Orchester, teilweise im Raum verteilt; 1989–1991
- Dome Peak, für 82 im Raum verteilte Instrumentalisten; 1991–1993
- Tagebuchaufzeichnungen 1975–1979;[1] 1993/1994
- Das Auge des Schweigens für Streicher und Schlagzeug, 1975–1994
- Schatten vergessener Ahnen;[2] 1994/95
- Gonzales the Earth Eater, für Wagnertuba solo und vier Instrumente; 1996
- Traumzeit/Traumdeutung, sinfonische Aktion für Instrumentalisten im Bergraum; 1996/1997
- Kampfhandlungen/Traumhandlungen für Ensemble; 1995–1998
- Strada degli eroi;[3] 1999
- Hin zur Flamme!, Aktion für Orchester, räumliche Lichtgestaltung und Objekte; 2000
- Gebrigskriegsprojekt für Video und Raumklang 2000–2003
- Blechbläserquintett; 2003/2004
- Vorraum für kleines Orchester;[4] 2005
- Symphonie Fleuve pour cor et orchestre (Hornkonzert) (2005–2007)
- I. Kammersymphonie (2006–2009, revidiert 2011)
- Klaviertrio, 2008–2009
- II. Kammersymphonie „A végső Tavasz“ (2009–2011)
- III. Symphonie (2012–2013)
- Triptychon für Horn mit Ensemble (2013)
- IV. Symphonie (2014–2016)
- Konzert für Basstrompete und Orchester (2016–2018)
- V. Symphonie (2018–2023)
- Streichquartett (2023)
- Variationen für Orchester (2024–2025)